# Morti nel 2012/Gennaio
| Questa pagina contiene informazioni ricavate automaticamente dalle voci biografiche con l'ausilio del template Bio e di un bot. L'aggiornamento è periodico e automatico e ricostruisce completamente la pagina. Se manca una persona in questa lista, sei pregato di non aggiungerla, ma accertati piuttosto che la sua voce biografica contenga il template Bio e che i dati anagrafici siano correttamente compilati. Se il template Bio manca, inseriscilo tu stesso o, in alternativa, metti l'avviso {{tmp\|Bio}} che ne segnala la mancanza. Se i dati riportati sono sbagliati, correggi direttamente la voce biografica; le modifiche saranno visibili in questa lista entro pochi giorni. Per chiarimenti vedi il progetto biografie. La lista contiene solo le 188 persone che sono citate nell'enciclopedia e per le quali è stato implementato correttamente il template Bio. Pagina aggiornata al 18 ago 2025. |

- 1º gennaio - Gary Ablett, calciatore e allenatore di calcio inglese (n. 1965)
- 1º gennaio - Bob Anderson, attore e schermidore britannico (n. 1922)
- 1º gennaio - Alfredo Battisti, arcivescovo cattolico italiano (n. 1925)
- 1º gennaio - Anders Frandsen, cantante e conduttore televisivo danese (n. 1960)
- 1º gennaio - Kiro Gligorov, politico macedone (n. 1917)
- 1º gennaio - Vincentiu Grigorescu, pittore italiano (n. 1923)
- 1º gennaio - Alessandro Liberati, medico italiano (n. 1954)
- 1º gennaio - Marino di Teana, scultore italiano (n. 1920)
- 2 gennaio - Giuseppe Carrà, partigiano, sindacalista e politico italiano (n. 1926)
- 2 gennaio - Donato De Leonardis, politico italiano (n. 1917)
- 2 gennaio - Silvana Gallardo, attrice statunitense (n. 1953)
- 2 gennaio - Anatolij Kolesov, lottatore sovietico (n. 1938)
- 2 gennaio - Larry Reinhardt, chitarrista statunitense (n. 1948)
- 2 gennaio - Hans Schepers, pallanuotista, allenatore di pallanuoto e nuotatore tedesco (n. 1930)
- 3 gennaio - Gene Bartow, allenatore di pallacanestro statunitense (n. 1930)
- 3 gennaio - Fong Fei-Fei, cantante taiwanese (n. 1953)
- 3 gennaio - Lars Lennart Forsberg, regista e sceneggiatore svedese (n. 1933)
- 3 gennaio - Stepan Oščepkov, canoista sovietico (n. 1934)
- 3 gennaio - Paulo Rodrigues, calciatore brasiliano (n. 1986)
- 3 gennaio - Giacomo Ros, politico italiano (n. 1922)
- 3 gennaio - Vicar, fumettista cileno (n. 1934)
- 3 gennaio - Josef Škvorecký, scrittore ceco (n. 1924)
- 4 gennaio - Eve Arnold, fotografa statunitense (n. 1912)
- 4 gennaio - Cesarina Bracco, partigiana e scrittrice italiana (n. 1920)
- 4 gennaio - Claudio Brezigar, hockeista su pista e allenatore di hockey su pista italiano (n. 1930)
- 4 gennaio - Piero Gauli, pittore e scenografo italiano (n. 1916)
- 4 gennaio - David Wheeler, regista, produttore cinematografico e attore statunitense (n. 1925)
- 4 gennaio - Pietro Zullino, scrittore e giornalista italiano (n. 1936)
- 5 gennaio - Luisito Bianchi, presbitero, missionario e romanziere italiano (n. 1927)
- 5 gennaio - Gastone Geron, giornalista, critico teatrale e scrittore italiano (n. 1923)
- 5 gennaio - Frederica Sagor Maas, sceneggiatrice e supercentenaria statunitense (n. 1900)
- 5 gennaio - Aleksandr Sizonenko, cestista sovietico (n. 1959)
- 6 gennaio - Antonio Nuvoli, cantante italiano (n. 1918)
- 6 gennaio - Luigi Rech, politico, sindacalista e dirigente sportivo italiano (n. 1926)
- 7 gennaio - Ibrahim Aslan, scrittore egiziano (n. 1935)
- 7 gennaio - Anthony Blankley, giornalista statunitense (n. 1948)
- 7 gennaio - Roberto Maria Radice, imprenditore e politico italiano (n. 1938)
- 7 gennaio - Elaine Saunders, scacchista britannica (n. 1926)
- 7 gennaio - Herbert Wilf, matematico statunitense (n. 1931)
- 8 gennaio - Andrea Bosic, attore sloveno (n. 1919)
- 8 gennaio - Françoise Christophe, attrice francese (n. 1923)
- 8 gennaio - Dušan Lovriha, partigiano, militare e politico sloveno (n. 1923)
- 8 gennaio - David Kirkwood, pentatleta statunitense (n. 1935)
- 8 gennaio - John Madin, architetto britannico (n. 1924)
- 8 gennaio - Edward Muscare, personaggio televisivo e youtuber statunitense (n. 1932)
- 8 gennaio - Stefano Scodanibbio, contrabbassista e compositore italiano (n. 1956)
- 8 gennaio - Alexis Weissenberg, pianista bulgaro (n. 1929)
- 9 gennaio - Malam Bacai Sanhá, politico guineense (n. 1947)
- 9 gennaio - Carlo Caldi, imprenditore e partigiano italiano (n. 1917)
- 9 gennaio - Augusto Gansser-Biaggi, alpinista e geologo svizzero (n. 1910)
- 9 gennaio - Louise J. Kaplan, psicoanalista e scrittrice statunitense (n. 1929)
- 9 gennaio - Gaetano Mancini, politico e dirigente pubblico italiano (n. 1923)
- 9 gennaio - Evio Tomasucci, operaio, partigiano e politico italiano (n. 1922)
- 9 gennaio - Pëtr Vasilevskij, calciatore e allenatore di calcio sovietico (n. 1956)
- 9 gennaio - Luigi Vertemati, politico e saggista italiano (n. 1938)
- 10 gennaio - Ovidio Dallera, storico italiano (n. 1935)
- 10 gennaio - Giorgio Renato Franci, indologo, filosofo e linguista italiano (n. 1933)
- 10 gennaio - Silvana Grisotto, cestista italiana (n. 1941)
- 10 gennaio - Cliff Portwood, calciatore inglese (n. 1937)
- 10 gennaio - Alfred Pyka, calciatore tedesco (n. 1934)
- 10 gennaio - Giosuè Rizzi, mafioso italiano (n. 1952)
- 10 gennaio - Takao Sakurai, pugile giapponese (n. 1941)
- 10 gennaio - Gevork Andreevič Vartanjan, agente segreto sovietico (n. 1924)
- 11 gennaio - Bohumil Golián, pallavolista e allenatore di pallavolo cecoslovacco (n. 1931)
- 11 gennaio - Mario Maranzana, attore, doppiatore e regista teatrale italiano (n. 1930)
- 11 gennaio - Wally Osterkorn, cestista statunitense (n. 1928)
- 11 gennaio - Antonio Somma, politico italiano (n. 1932)
- 12 gennaio - Glenda Dickerson, regista teatrale statunitense (n. 1945)
- 12 gennaio - Reginald Hill, scrittore britannico (n. 1936)
- 13 gennaio - Franco Della Peruta, storico italiano (n. 1924)
- 13 gennaio - Rauf Denktaş, politico cipriota (n. 1924)
- 13 gennaio - Felipe Fernández, cestista argentino (n. 1933)
- 13 gennaio - Giorgio Franceschini, politico, storico e avvocato italiano (n. 1921)
- 13 gennaio - Morgan Jones, attore statunitense (n. 1928)
- 13 gennaio - Lefter Küçükandonyadis, allenatore di calcio e calciatore turco (n. 1924)
- 13 gennaio - Miljan Miljanić, allenatore di calcio jugoslavo (n. 1930)
- 13 gennaio - Abdollah Mojtabavi, lottatore iraniano (n. 1925)
- 14 gennaio - Angelo Amendolia, arbitro di calcio italiano (n. 1951)
- 14 gennaio - Renato Baccari, giurista italiano (n. 1914)
- 14 gennaio - Valerio Baldini, politico italiano (n. 1939)
- 14 gennaio - Robbie France, batterista, produttore discografico e giornalista britannico (n. 1959)
- 14 gennaio - Arfa Karim, informatica pakistana (n. 1995)
- 14 gennaio - Antonio Mistrorigo, vescovo cattolico italiano (n. 1912)
- 14 gennaio - Gianpiero Moretti, pilota automobilistico e imprenditore italiano (n. 1940)
- 14 gennaio - Finn Pedersen, canottiere danese (n. 1925)
- 14 gennaio - Paolo Rossi Monti, filosofo e storico della scienza italiano (n. 1923)
- 14 gennaio - Rosy Varte, attrice francese (n. 1923)
- 14 gennaio - Giuseppe Vassallo, politico italiano (n. 1920)
- 15 gennaio - Mika Ahola, pilota motociclistico finlandese (n. 1974)
- 15 gennaio - Terry Dolan, cantante, cantautore e chitarrista statunitense (n. 1943)
- 15 gennaio - Claes Egnell, pentatleta e tiratore a segno svedese (n. 1916)
- 15 gennaio - Manuel Fraga Iribarne, politico spagnolo (n. 1922)
- 15 gennaio - Carlo Fruttero, scrittore, traduttore e curatore editoriale italiano (n. 1926)
- 15 gennaio - Evgenij Ginzburg, regista sovietico (n. 1945)
- 15 gennaio - Ėduard Ivanov, hockeista su ghiaccio sovietico (n. 1938)
- 15 gennaio - Matteo La Grua, presbitero italiano (n. 1914)
- 15 gennaio - Nanni Ricordi, produttore discografico e direttore artistico italiano (n. 1932)
- 16 gennaio - Simone Teich Alasia, medico e partigiano italiano (n. 1915)
- 16 gennaio - Jimmy Castor, musicista statunitense (n. 1940)
- 16 gennaio - Pierre Goubert, storico francese (n. 1915)
- 16 gennaio - Gustav Leonhardt, clavicembalista, organista e direttore d'orchestra olandese (n. 1928)
- 16 gennaio - Juan Carlos Pérez López, calciatore spagnolo (n. 1945)
- 17 gennaio - George Casella, statistico statunitense (n. 1951)
- 17 gennaio - Johnny Otis, cantautore statunitense (n. 1921)
- 17 gennaio - Francisco Pulgar Vidal, compositore e musicologo peruviano (n. 1929)
- 17 gennaio - Mohamed Rouicha, cantautore marocchino (n. 1950)
- 17 gennaio - Piet Römer, attore olandese (n. 1928)
- 17 gennaio - Savannah Jack, wrestler statunitense (n. 1948)
- 17 gennaio - Anne-Marie Seghers, tennista francese (n. 1911)
- 17 gennaio - Ugo Spagnoli, costituzionalista e politico italiano (n. 1926)
- 17 gennaio - Guglielmo Toros, calciatore italiano (n. 1927)
- 17 gennaio - Michael Tucker, cestista australiano (n. 1954)
- 18 gennaio - Kandi Barbour, attrice pornografica statunitense (n. 1959)
- 18 gennaio - Mario Merelli, alpinista italiano (n. 1962)
- 18 gennaio - Gianni Turillazzi, fotografo italiano (n. 1939)
- 18 gennaio - Giuseppe Vedovato, politico italiano (n. 1912)
- 19 gennaio - Giancarlo Bigazzi, produttore discografico, compositore e paroliere italiano (n. 1940)
- 19 gennaio - Sarah Burke, sciatrice freestyle canadese (n. 1982)
- 19 gennaio - Rudi van Dantzig, ballerino, coreografo e scrittore olandese (n. 1933)
- 19 gennaio - Giovanni De Andrea, arcivescovo cattolico italiano (n. 1928)
- 19 gennaio - Francesco De Carli, politico italiano (n. 1937)
- 19 gennaio - Arno Zerbe, calciatore tedesco orientale (n. 1941)
- 19 gennaio - Peter Åslin, hockeista su ghiaccio svedese (n. 1962)
- 20 gennaio - Etta James, cantante statunitense (n. 1938)
- 20 gennaio - Giorgio Michelini, calciatore italiano (n. 1917)
- 20 gennaio - Jiří Raška, saltatore con gli sci cecoslovacco (n. 1941)
- 20 gennaio - Robert Fortune Sanchez, arcivescovo cattolico statunitense (n. 1934)
- 21 gennaio - Vincenzo Consolo, scrittore, giornalista e saggista italiano (n. 1933)
- 21 gennaio - Giampiero Giunti, regista, attore e montatore italiano (n. 1940)
- 21 gennaio - Eiko Ishioka, costumista e grafica giapponese (n. 1938)
- 21 gennaio - Ugo Liberatore, regista e sceneggiatore italiano (n. 1927)
- 21 gennaio - Dino Origlia, psicologo italiano (n. 1920)
- 22 gennaio - Roberto Bonnano, calciatore argentino (n. 1938)
- 22 gennaio - Rita Gorr, mezzosoprano e contralto belga (n. 1926)
- 22 gennaio - André Green, psicoanalista francese (n. 1927)
- 23 gennaio - Viviana Bontacchio, calciatrice italiana (n. 1959)
- 23 gennaio - Francesco Cimminelli, imprenditore, dirigente sportivo e dirigente d'azienda italiano (n. 1936)
- 23 gennaio - Benito Paolone, politico e dirigente sportivo italiano (n. 1933)
- 24 gennaio - Kurt Adolff, pilota automobilistico tedesco (n. 1921)
- 24 gennaio - Theo Angelopoulos, regista, sceneggiatore e produttore cinematografico greco (n. 1935)
- 24 gennaio - James Farentino, attore statunitense (n. 1938)
- 24 gennaio - Vadim Glowna, attore, regista e produttore cinematografico tedesco (n. 1941)
- 24 gennaio - Luciano Maggini, ciclista su strada italiano (n. 1925)
- 24 gennaio - Patricia Neway, attrice e soprano statunitense (n. 1919)
- 25 gennaio - Paavo Berglund, direttore d'orchestra e violinista finlandese (n. 1929)
- 25 gennaio - Fulvio Canciani, archeologo e storico dell'arte italiano (n. 1937)
- 25 gennaio - Giuseppe Lomazzi, cestista italiano (n. 1931)
- 25 gennaio - Merab Megreladze, calciatore georgiano (n. 1956)
- 25 gennaio - Carmine Pagliuca, compositore, pianista e direttore d'orchestra italiano (n. 1933)
- 25 gennaio - Lino Procacci, regista italiano (n. 1923)
- 25 gennaio - Mark Reale, chitarrista statunitense (n. 1955)
- 25 gennaio - Leonardo Servadio, imprenditore italiano (n. 1925)
- 26 gennaio - Ian Abercrombie, attore britannico (n. 1934)
- 26 gennaio - Dimitra Arliss, attrice statunitense (n. 1932)
- 26 gennaio - Severino Fallucchi, ammiraglio e politico italiano (n. 1923)
- 26 gennaio - Clare Fischer, pianista, compositore e arrangiatore statunitense (n. 1928)
- 26 gennaio - Giovanna Giaconia, attivista italiana (n. 1922)
- 26 gennaio - Salvo Mastellone, storico italiano (n. 1920)
- 26 gennaio - Roberto Mieres, pilota automobilistico argentino (n. 1924)
- 26 gennaio - Franco Pacini, astrofisico italiano (n. 1939)
- 27 gennaio - Carlo Fayer, pittore e scultore italiano (n. 1924)
- 27 gennaio - Giulio Geroli, cestista e allenatore di pallacanestro italiano (n. 1921)
- 27 gennaio - István Rózsavölgyi, mezzofondista ungherese (n. 1929)
- 28 gennaio - Giacomo Baracchi, dirigente sportivo e calciatore italiano (n. 1922)
- 28 gennaio - Don Fullmer, pugile statunitense (n. 1939)
- 28 gennaio - Jim Gray, informatico statunitense (n. 1944)
- 28 gennaio - Ignazio Marcoccio, dirigente sportivo e politico italiano (n. 1913)
- 29 gennaio - Ilario Fioravanti, scultore, pittore e artista italiano (n. 1922)
- 29 gennaio - François Migault, pilota automobilistico francese (n. 1944)
- 29 gennaio - Alessandro Pratesi, diplomatista, paleografo e storico italiano (n. 1922)
- 29 gennaio - John Rich, regista statunitense (n. 1925)
- 29 gennaio - Oscar Luigi Scalfaro, politico e magistrato italiano (n. 1918)
- 29 gennaio - Francesco Tabusso, pittore italiano (n. 1930)
- 29 gennaio - Tadeusz Ulatowski, cestista e allenatore di pallacanestro polacco (n. 1923)
- 29 gennaio - Camilla Ella Williams, soprano statunitense (n. 1919)
- 30 gennaio - Rolf Appel, chimico tedesco (n. 1921)
- 30 gennaio - Helmi Höhle, schermitrice tedesca (n. 1924)
- 30 gennaio - George Lambert, pentatleta statunitense (n. 1928)
- 30 gennaio - Beniamino Schivo, presbitero italiano (n. 1910)
- 31 gennaio - Stefano Angeleri, allenatore di calcio e calciatore italiano (n. 1926)
- 31 gennaio - Anthony Bevilacqua, cardinale e arcivescovo cattolico statunitense (n. 1923)
- 31 gennaio - Leslie Carter, cantante statunitense (n. 1986)
- 31 gennaio - Federico Hindermann, poeta, giornalista e traduttore italiano (n. 1921)
- 31 gennaio - Rolando Irusta, calciatore argentino (n. 1938)
- 31 gennaio - Mike Kelley, artista statunitense (n. 1954)
- 31 gennaio - Antonio Segura, fumettista spagnolo (n. 1947)
- 31 gennaio - Dorothea Tanning, pittrice, poetessa e scrittrice statunitense (n. 1910)
- 31 gennaio - Alfred Vella-James, calciatore maltese (n. 1933)